# Massey Ferguson 1200
Le Massey Ferguson 1200 est un tracteur agricole articulé à quatre roues motrices égales produit par la firme Massey Ferguson.
Conçu comme un tracteur articulé léger et adapté aux besoins européens, il n'est pas un grand succès commercial avec 800 exemplaires produits entre 1972 et 1980.

## Historique
Au début des années 1970, la puissance des tracteurs augmente dans un contexte où les exploitations s'agrandissent et où il faut travailler de plus en plus vite. Massey Ferguson tient à être présent sur le créneau des tracteurs puissants, articulés, mais polyvalents et adaptés aux besoins européens en matière d'équipements. La firme ne souhaite cependant pas consacrer un budget trop important à la recherche et au développement d'un nouveau tracteur et compte utiliser sur le 1200 le maximum de composants déjà éprouvés sur d'autres modèles.
C'est en tenant compte de toutes ces contraintes qu'en 1972 le 1200, fabriqué dans l'usine anglaise de Manchester, est proposé sur le marché. Ses performances sont cependant jugées insuffisantes et son prix excessif car un 1200 coûte le double d'un 188 de 72 ch ; les acheteurs ne sont pas au rendez-vous et la production cesse en 1980 alors que seuls 800 exemplaires ont été vendus.

## Caractéristiques
Le Massey Ferguson 1200 est un tracteur articulé à quatre roues égales, l'articulation se situant derrière le poste de pilotage et le moteur en porte-à-faux à l'avant ce qui assure, en charge, une répartition des masses égale sur les deux essieux.
Le moteur Diesel, fabriqué par Perkins, est un six cylindres en ligne qui développe une puissance de 105 ch DIN au régime de 2 400 tr/min ; sa cylindrée totale est de 5 801 cm3. Ce moteur est bien connu car il équipe déjà plusieurs autres tracteurs Massey Ferguson, mais aussi des moissonneuses-batteuses Massey Ferguson ou Claas,.
Comme pour le moteur, Massey Ferguson utilise sur le 1200 une chaîne de transmission éprouvée : les ponts sont ceux qui équipent le tracteur 188 et la boîte de vitesses reprend un schéma classique à six rapports avant en deux gammes, nombre de rapports doublé avec l'amplificateur de couple « Multipower ».
Bien qu'il soit articulé, le 1200 est maniable et son rayon de braquage n'excède pas 3,72 m. Il n'est pas prévu, de construction, de pouvoir jumeler les roues du tracteur pour améliorer son adhérence comme sur les gros articulés, mais la puissance du moteur ne le justifie pas.
Il est livré de série avec un relevage arrière (capacité de 3 400 kg) et une prise de force tournant à 1 000 tr/min.
Le style du 1200 est celui adopté par les autres tracteurs de la marque dans les années 1970, facilement reconnaissable avec des marquages en gros caractères et une calandre à pan cassé entourée d'un jonc gris métallisé. Le tracteur est livré de série avec une cabine largement vitrée et montée sur silentblocs, ce qui n'est pas courant à cette époque, et son confort est bon.